# Langlopende postzegel

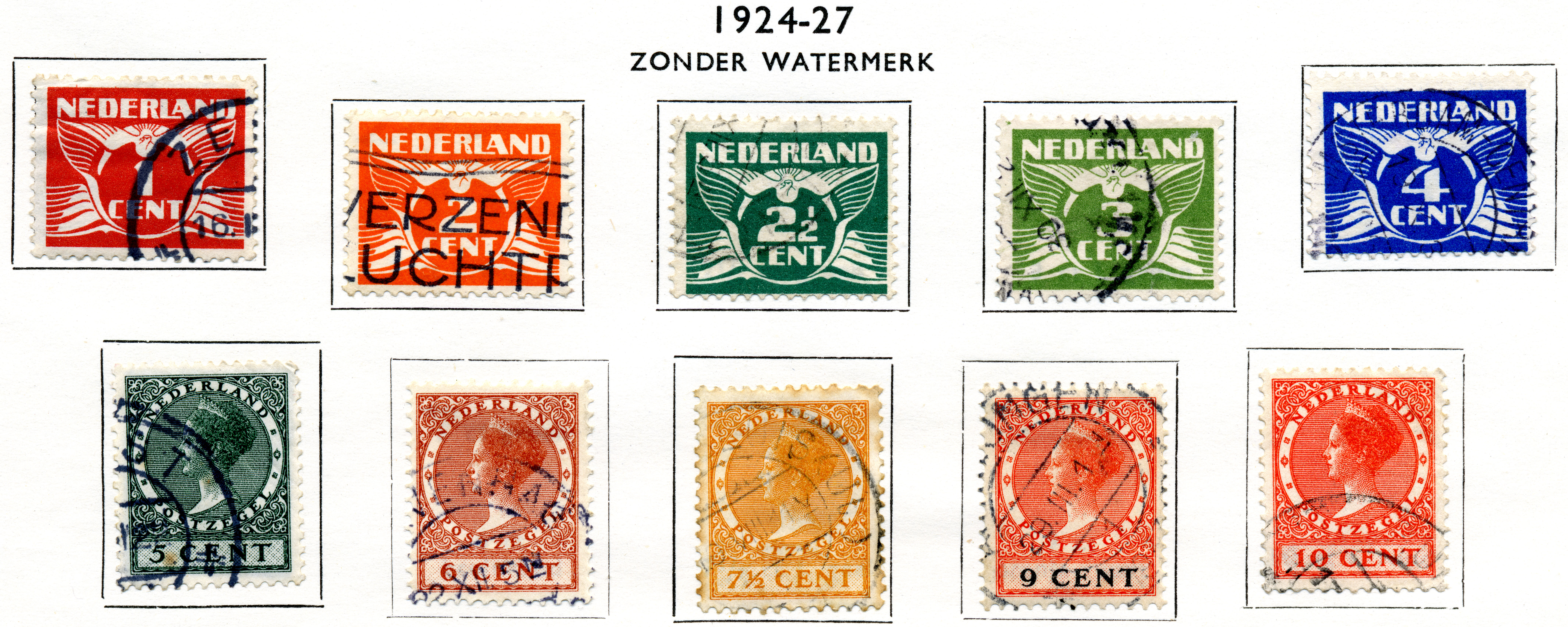
Postzegels uit de Nederlandse langlopende series "Vliegende duif" en "Koningin Wilhelmina" uit de jaren 1924-1927

Een langlopende postzegel is een postzegel(uitgifte) bestemd voor langdurig gebruik. Meestal gaat het om een serie van verschillende waarden, aangepast aan de geldende frankeertarieven.

## Voorbeelden

### Duitsland
- Germania (postzegel)
- Vrouwen uit de Duitse geschiedenis

### Italië
- Siracusana

andreaskruis · baarfrankering · brandkastzegel · cinderella · decemberzegel · dienstzegel · doorloper · dwangtoeslagzegel · eerste postzegelemissie · gelegenheidszegel · gemeenschappelijke postzegelemissie · gemengde frankering · gepersonaliseerde postzegel · kinderpostzegel · langlopende postzegel · luchtpostzegel · perfin · portzegel · postpakketzegel · postzegel met tab · postzegelboekje · spoorwegzegel · toeslagzegel · vertanding · voorafstempeling · zelfklevende postzegel · zomerpostzegel · zondagstrookje
Portaal · Categorie